# Міагра східна
Міа́гра східна (Myiagra hebetior) — вид горобцеподібних птахів родини монархових (Monarchidae). Ендемік Папуа Нової Гвінеї. Myiagra eichhorni і Myiagra cervinicolor раніше вважалися підвидами східної міагри, однак були визнані окремами видами в 2021 році.

## Опис
Довжина птаха становить 15 см. Виду притаманний статевий диморфізм. У самців забарвлення повністю чорне, блискуче, а у самиць верхня частина тіла рудувата, нижня частина тіла біла, тім'я чорне.

## Поширення і екологія
Східні міагри є ендеміками острова Муссау в архіпелазі Бісмарка. Вони живуть в рівнинних і гірських тропічних лісах на висоті до 1500 м над рівнем моря.

## Збереження
МСОП класифікує цей вид як вразливий. За оцінками дослідників, популяція східних міагр становить близько 2500–10000 птахів. Їм загрожує знищення природного середовища.